# Benkő László (sportvezető)
Benkő László (Hódmezővásárhely, 1933. május 25. – 2023. augusztus 24. vagy előtte) magyar vezérigazgató, sportvezető.

## Életpályája
1952-ben a Bp. Honvéd labdarúgója lett. Sportkarrier reményében közgazdasági tanulmányait félbehagyta. Játékoskarrierje egy térdsérülés miatt gyorsan véget ért. A Honvédtól nem szakadt el, a következő évtizedekben folyamatosan szerepet vállalt a labdarúgó-szakosztály életében. 1970-1985 között a Pest Megyei Műanyagipari Vállalatnál (PEMÜ) kereskedelmi vezérigazgató-helyettes volt. 1960-as évektől 30 TSZ-melléküzemág létrehozásában játszott főszerepet. A Magyar Kábel Művek első embereként választották az MLSZ élére. A rendszerváltás utáni privatizációban a Caola kozmetikai cég tulajdonosa lett. A Honvédnál levezényelte a hadseregről való leválást, illetve a szakosztály önállósodását és a Kispest-Honvéd FC elnöke lett.

## MLSZ-elnökként
1994. július 23-án a Magyar Labdarúgó-szövetség (MLSZ) rendszerváltás utáni második elnökének választották meg. A Caola tulajdonosa nem húzta sokáig a magyar futball élén, 1996 elején távozott. Utólag azt mondja, kilátástalan volt küzdelme és ezért előkészítette visszavonulását. Benkő megválasztásának története természetesen egy lemondással kezdődött: június 9-én, a válogatott Belgium elleni 3-1-es vereségének napján a szövetségi kapitány Verebes József mellett távozott az MLSZ elnöke, Laczkó Mihály dr.. A Magyar Kábel Művek első embere 1989 óta állt a szövetség élén, elfogyasztott hat szövetségi kapitányt és indoklásként azt mondta, nincs értelme a további hadakozásnak a profi klubokat tömörítő ligával és az állami sportvezetéssel. Maga helyett 1978 és 1986 közötti elődjét, Szepesi Györgyöt ajánlotta. Elvállalta a jelöltséget, de jelentkeztek mások is: a liga saját elnökét, Mezey Györgyöt jelölte, az edzők Genzwein Ferencet ajánlották, a közgyűlésre legtöbb tagot delegáló amatőr klubok pedig Benkő Lászlót, a Caola Rt. tulajdonosát, a Kispest-Honvéd FC elnökét jelölték.
2002 óta az MLSZ kisebbségi – cigány – bizottságának elnöke.

## Díjai, elismerései
- Hódmezővásárhely díszpolgára (2008)